# 田付貴彦
田付 貴彦（たつけ たかひこ、1972年11月6日 - ）は、日本の俳優、クリエイター。

## 略歴
子役から活躍し、テレビCMやフジテレビの「時代劇スペシャル」として放送された『素浪人罷り通る 暁の死闘』（主演：三船敏郎）が主なデビュー作品となり、俳優になった。1977年ごろにデビュー。劇団ひまわりを経てアルファーエージェンシーに所属していた。(〜2006)
ドラマ出演にはゲスト担当が多く、映画にも出演を重ねている。
2007年以降はテレビ出演を控え、監督としての活動も開始。
脚本・編集・CGなども手がけている。
2015年からTakahiko Tatsukeのクリエイター名でLINEスタンプの制作も始める。

## 出演

### 映画
- 想い出のアン（1984年）
- プルシアンブルーの肖像（1986年7月26日、東宝） - 萩原秋人幼少役
- 棒の哀しみ（1994年）
- 南の島に雪が降る（1995年） - 前川役
- 白鳥麗子でございます!（1995年） - 中継AD役
- 幻魔殺法帖 新選組秘抄（1997年3月14日） - 沖田総司役
- 痴漢白書劇場版II 真冬のキッス（1997年4月26日、ケイエスエス）
- D#1（1997年） - 主演
- KOKKURI こっくりさん（1997年）
- かわいいひと 「EPISODE I」（1998年10月17日） - 上原役※ビデオ題「ポッキー坂恋物語 かわいいひと」
- リング2（1999年）
- FLOWERS*（2005年6月10日） - 友情出演
- フライングラビッツ（2008年）
- 感染列島（2009年）
- HIGHWAY BATTLE R×R vol,1 vol,2（2009年）
- はやぶさ/HAYABUSA（2011年）
- 劇場版 SPEC〜天〜（2012年）

### テレビドラマ
- 素浪人罷り通る 暁の死闘 （1982年5月7日、フジテレビ）
- 柳生十兵衛あばれ旅「血の山の子守唄」（1983年2月22日、テレビ朝日） - 妹尾小太郎役
- 若き血に燃ゆる〜福沢諭吉と明治の群像（1984年1月2日、テレビ東京）
- 月曜ドラマランド「純ちゃんの奥さまは魔女」（1984年7月16日、フジテレビ）
- 宇宙刑事シャイダー「第29話・百面相だよ女刑事」（1984年10月12日、テレビ朝日）
- 刑事物語'85（1985年8月4日、日本テレビ）
- 太陽にほえろ!（1986年5月2日、日本テレビ）
- 夏休み特別企画「十五少年漂流記 忘れられない夏休み」（1986年8月31日、TBS）
- ゾンビがくるりと輪をかいた（1987年3月28日、日本テレビ）
- ロマンチック街道（1988年9月10日、TBS）
- 花のあすか組!（1988年、フジテレビ）
- 家庭の問題（1988年、TBS） - レギュラー
- キムチ物語（1990年4月、関西テレビ）
- 横浜心中4「殺人の真相・憎悪の果て…逃走」（1994年2月2日、日本テレビ）
- シュプールは行方不明（1994年）
- 君を想うより君に逢いたい（1995年、TBS） - レギュラー出演
- ハートにS「路上のラブストーリー」（1995年5月1日、フジテレビ）
- 3番テーブルの客（1997年2月17日フジテレビ）
- 月曜ドラマ・イン「名探偵保健室のオバさん」（1997年2月24日、テレビ朝日）
- 弁護士・朝日岳之助10 「刑法第一三四条の壁」（1997年7月8日、日本テレビ）
- きらきらひかる「死んだ恋人からの手紙」（1998年2月17日、フジテレビ）
- お水の花道「ホステス合コンの甘い香り…」（1999年2月24日、フジテレビ）
- 独身生活「全部が嘘だったの?」（1999年8月6日、TBS）
- 松本清張特別企画 顔 私の顔を見た者は死ぬ!（1999年10月7日、TBS）
- はみだし刑事情熱系4「恋する刑事の純情…銃弾の雨に賭けた命」（2000年2月16日、テレビ朝日）
- 君が教えてくれたこと（2000年、TBS） - 井沢圭介役
- 仮面ライダーアギト（2001年、テレビ朝日） - レギュラー出演 相良克彦役
- 松本清張没後10年特別企画 死んだ馬 殺意の接点（2002年4月22日、TBS） - 茅野東署の刑事役
- 幸せ咲いた〜結婚相談所物語〜（2003年1月 - 3月、東海テレビ・フジテレビ）
- はぐれ刑事純情派7「悪質商法殺人!安浦刑事を騙した女」（2003年5月14日、テレビ朝日） - 田村役
- 相棒2「二分の一の殺意」（2004年3月20日、テレビ朝日）
- 家族写真'03〜'04 桜咲くまで 総集編（2004年5月23日、TBS）
- 愛の劇場「よい子の味方」（2004年6月・7月、TBS） - 西村圭介役
- ドラマ30ことぶきウォーズ（2004年11月16日、TBS・中部日本放送・毎日放送） - 大村
- 緋の十字架（2005年、東海テレビ・フジテレビ） - 永井国雄役
- ナショナル劇場 特命!刑事どん亀「霊感コンサート」（2006年6月19日、TBS）

### 2時間ドラマ
- ドラマコンプレックス「シロサギは静かに笑う」（2006年6月13日、日本テレビ） - 鈴木哲二役
- 月曜ドラマスペシャル「夏の旅情サスペンス みちのく殺意の帰郷」（1998年8月3日、TBS）
- 月曜ミステリー劇場（TBS）
  - 「告発弁護士シリーズ弁護士猪狩文助3 悪の扉」（2002年8月19日）
  - 「交通特別捜査係警部補結城あかね」（2005年1月24日）
- 火曜サスペンス劇場 「弁護士・朝日岳之助 (10)」（1997年7月8日、日本テレビ） - 田付貴彦 役
- 金曜エンタテイメント（フジテレビ）
  - 「京都夢の浮橋殺人事件・あんみつ検事の捜査ファイル」（2001年4月20日）
  - 「闇に潜む殺意 誰にも言えない…」（2002年3月7日）
- 土曜ワイド劇場（テレビ朝日）
  - 「カルチャースクール連続殺人事件 人妻の死体はヨガのポーズで横たわる」（1987年1月24日）
  - 「思い出の写真・東京－鹿児島 殺意のルート」（1989年8月5日）
  - 「森村誠一の終着駅シリーズ12」（2000年2月5日）
  - 「ぽっかや殺人事件カルテ2・帯広行き最終列車特急とかち11号の女」（2002年5月18日）
  - 「高橋英樹の船長シリーズ 豪華フェリー殺人事件・名古屋-函館38時間」（2002年8月10日）
  - 女タクシードライバーの事件日誌1「殺意の交差点」（2003年9月10日）
  - おとり捜査官・北見志穂8「妖しい傷跡の死美人“幸福の花嫁”連続殺人事件!」（2004年12月4日）
- 水曜ミステリー9「港町人情ナース1・白骨死体が語る 15年前の悲劇と謎の子守唄」（2006年9月20日、テレビ東京）

### オリジナルビデオ
- パチプロ探偵7（ナナ）（1997年4月25日、ケイエスエス）
- 新・痴漢白書4（1999年10月15日、ケイエスエス）
- 稲川淳二の恐怖物語4「てるてる坊主」（1999年8月14日）
- ドサ健 麻雀地獄（2001年4月13日）

### 舞台
- トロイ戦争は起こらないだろう（1985年、劇団四季）
- ビロクシー（1997年、ウォーキングスタッフ）
- REDRAM　赤い羊（1998年、ウォーキングスタッフ）

### アニメ
- 暗黒神話（1990年） - 大角隼人役

## 監督作品

### JAXA/ISAS
- 小惑星探査機「はやぶさ」（脚本・監督）他多数